# ADSI
ADSI (від англ. Active Directory Service Interfaces — «інтерфейси служби Active Directory») — Прикладний програмний інтерфейс, розроблений компанією Microsoft і призначений для доступу до різних служб каталогів, в першу чергу до Active Directory. ADSI дозволяє створювати, змінювати і видаляти об’єкти в каталогах, виконувати пошук і т.п.